# Иџијан ерлајнс
Иџијан ерлајнс (енгл. Aegean Airlines) је највећа авио-компанија са седиштем у Атини, Грчка. Највећи је грчка авио-компанија рачунајући број авиона у флоти, број дестинације и по броју повезаних путника. Иџијан лети редовне и чартер летове из Атине и Солуна до дестинације у Грчку и по Европи. Главне чвориште авио-компаније се налази на Аеродром Елефтериос Венизелос у Атини и Аеродром Македонија у Солуну.

## Историја

### Почеци
Компанија је основана 1995. године, преузевши остале активности Aegean Aviation-а. Започео је ВИП летове из Атине широм света Лирџет авионима.

### Комерцијални летови
Први комерцијални летови Иџијан ерлјанса били су у мају 1999. из Атине за Хераклион, Крит и Солун. Од 2005. авиокомпанија је у партнерству са Луфтханзом. У марту 2006, склопљен је споразум о сарадњи са ТАП Ер Португалом. У децембру 2008. године, најављена је сарадња са Брисел ерлајнсом.

### Сарадња
Дана 26. маја 2009. године, захтев за чланство Иџијан ерлајнса одобрио је главни извршни одбор Стар алајанса. Иџијан се придружио алијанси 30. јуна 2010.
У фебруару 2010. одржане су почетне дискусије са акционарима како би се размотрила сарадња између Иџијан ерлајнса и Олимпии ер-а који су подстакли гласине о могућем спајању. Дана 22. фебруара 2010. године, Олимпик ер и Иџијан ерлјанс су објавили да су пристали на спајање.
Европска комисија је 26. јануара 2011. блокирала спајање две авио-компаније, наводећи забринутост против конкуренције. Комисија је навела да би спајање створило "квазимонопол" на грчком тржишту ваздушног саобраћаја, са комбинованом авио-компанијом која контролише више од 90% грчког тржишта ваздушног саобраћаја. ЕК је даље изразила уверење да ће спајање довести до виших цена карата за четири од шест милиона грчких и европских путника који лете у и из Атине сваке године, без реалних изгледа да ће нова авио-компанија довољне величине ући на тржиште да ограничи цене удружене авио-компаније.
Иџијан ерлјанс је 21. октобра 2012. објавио да је постигао договор о куповини Олимпик ер-а, који чека одобрење Европске комисије. Европска комисија је 23. априла 2013. објавила саопштење за јавност у којем је најавила да почиње детаљну истрагу о предложеној аквизицији компаније Олимпик ер од стране Иџијан ерлјанса и најављујући да ће Комисија донети одлуку до 3. септембра 2013. Дана 13. августа 2013. у грчким медијима је објављено да је коначна одлука одложена до 16. октобра 2013.

## Дестинације
Видите: Редовне линије Иџијан ерлајнса

### Кодшер сарадње
Иџијан ерлјанс сарађује са следећим авио-компанијама (делимичан списак):
- Ер Балтик
- Ер Канада
- Ер Србија
- Етихад ервејз
- Луфтханза
- Туркиш ерлјанс

### Чартер летови
Током летње сезоне, Иџијан управља са неколико авиона А320, обављајући чартер услуге у сарадњи са великим туроператорима. Чартер летови повезују популарне дестинације за одмор у Грчкој са Италијом, Француском, Уједињеним Краљевством, Пољском, Израелом, Румунијом, Русијом, Шведском, Данском, Естонијом, Финском, Норвешком, Словенијом, Аустријом, Немачком, Мађарском, Украјином и другим земљама. Последњих година обављају и чартер летове за фудбалске утакмице, на пример, када фудбалска репрезентација Грчке игра у иностранству.

## Флота
Флота Иџијан ерлајнса, од фебруара 2020. састоји се од следећих авиона:
| Авион                         | У саобраћају | Поручених | Седиште | Дестинације     | Белешке                                                 |
| ----------------------------- | ------------ | --------- | ------- | --------------- | ------------------------------------------------------- |
| АТР 42-600                    | 2            | 0         | 68      | домаћи          |                                                         |
| Бомбардир Деш 8-100           | 2            | 0         | 37      | домаћи          |                                                         |
| Бомбардир Деш 8 Q400          | 8            | 0         | 78      | домаћи          |                                                         |
| Ербас A319-100                | 1            | 0         | 144     | домаћи и Европа |                                                         |
| Ербас A320-200                | 37           | 0         | 174     | домаћи и Европа |                                                         |
| Ербас А320нео и Ербас А321нео | 3            | 43        | 174     |                 | Поружбине до 2025. 6 авиона биће довезено до јуна 2020. |
| Ербас A321-200                | 11           | 0         | 201     | домаћи и Европа |                                                         |
| Укупно                        | 64           | 43        |         |                 |                                                         |

## Галерија
- Иџиан ерлајнс Боинг 737-400 (2001—2010)
- Иџиан ерлајнс Ербас A319-100
- Иџиан ерлајнс Ербас A320-200
- Иџиан ерлајнс Ербас A321-200
- Иџиан ерлајнс Ербас А320нео

## Услуге

### Програм лојалних путника
Miles+Bonus је програм за лојалне путнике Иџијан ерлајнса и њене подружнице Олимпик ера. То је ребрендирање Miles&Bonus, као и замена за Travelair Club. Miles+Bonus има три нивоа: Плави, Сребрни и Златни.

### Аеродрмоски салони
Корисници Златног нивоа програма Miles+Bonus, или они са златним статусом у другој авио-компанији Star Alliance, као и путници који путују бизнис класом на летовима Иџијан ерлајнса или другог летова Star Alliance-а, имају приступ трима Aegean Business Lounges-има у Атини, Солуну и Ларнаки.
- Бизнис салон на аеродрому Ларнака
- Бизнис салон на аеродрому у Атини